# Computer to Plate

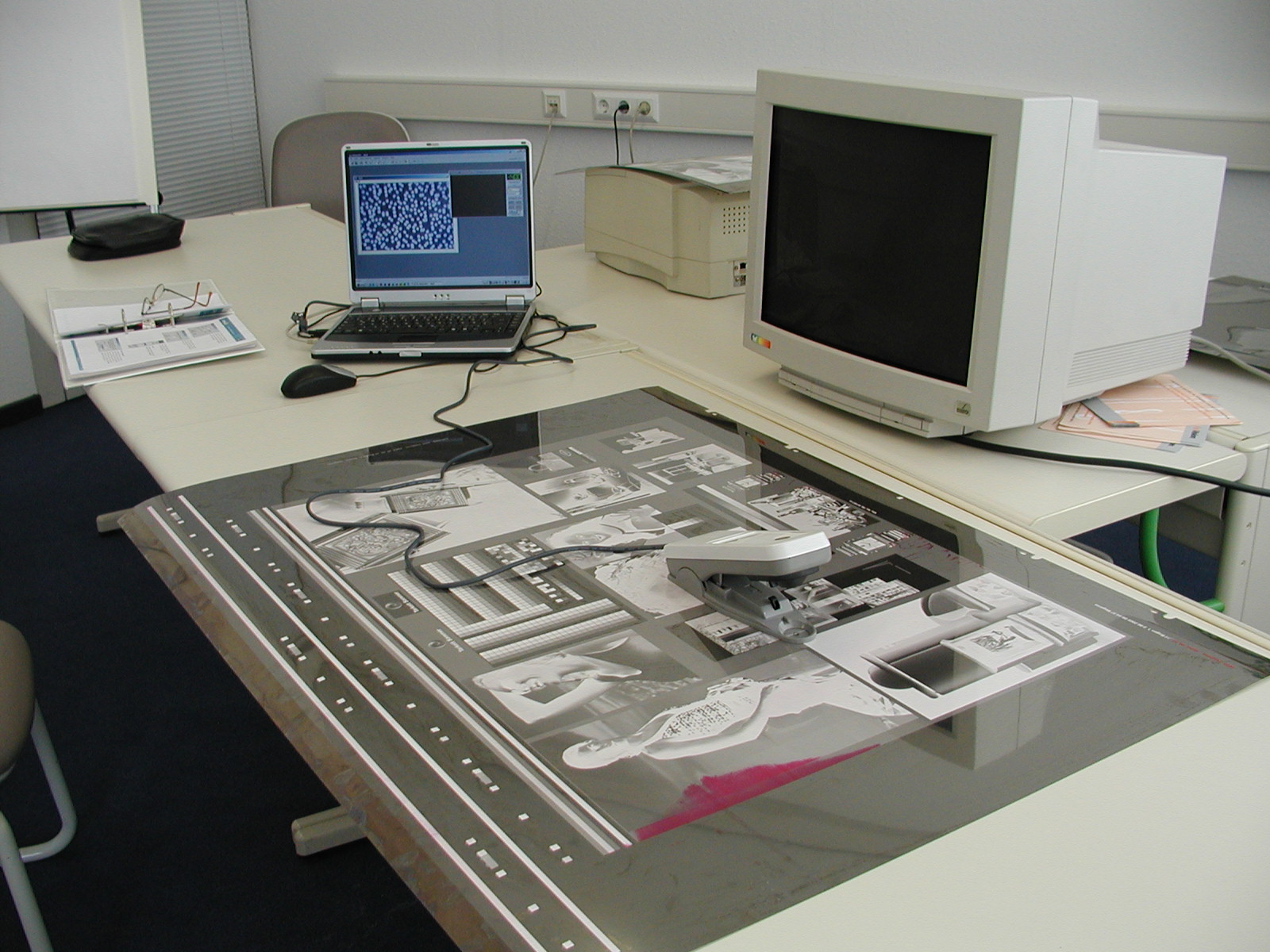
Eine ablative negative Offset-Druckplatte beim Nachmessen nach dem Druck (Magenta). Dieser Typ braucht keine Entwicklung mehr, sondern nur eine Absaugung im CTP-Belichter

Der Begriff Computer to Plate (CTP) oder deutsch Digitale Druckplattenbelichtung (DDB) bezeichnet ein Verfahren in der Druckvorstufe, bei dem die Druckplatten vom PC aus direkt im Plattenbelichter bebildert werden. CTP bezeichnet außerdem die Belichtungstechnik Computer to Press, bei der die Druckseiteninhalte direkt an die Druckzylinder gesendet werden, so dass sogar jeglicher Druckplattenwechsel in der Druckmaschine entfällt.
Im Gegensatz zur indirekten Bebilderung über das konventionelle Filmbelichtungsverfahren Computer to Film (CTF) erspart CTP erhebliche Montage- und Materialkosten. Gleichzeitig lassen sich mit direkt bebilderten Druckplatten hochwertigere Druckergebnisse erzeugen, da die Randschärfe der Rasterpunkte höher ist und feinere Rasterweiten verwendet werden können. Ein weiterer Vorteil dieses Verfahrens ist eine Reduzierung von diversen mechanischen Einflüssen auf die Druckplatte, wie zum Beispiel Fehlbelichtungen, Staub und Kratzer. Seit ca. 2014 sind Offsetplatten auf dem Markt, die keine Entwicklung und Gummierung nach dem  Belichten der Platte erfordern, die sog. No-Process-Platten. Das Auswaschen der nicht belichteten Druckschicht erfolgt im Feuchtwerk der Druckmaschine. Somit werden weitere qualitätsmindernde Faktoren eingeschränkt. Als Datenformat wird im CTP-Verfahren heute zumeist TIFF-G4 verwendet.

## Technologie

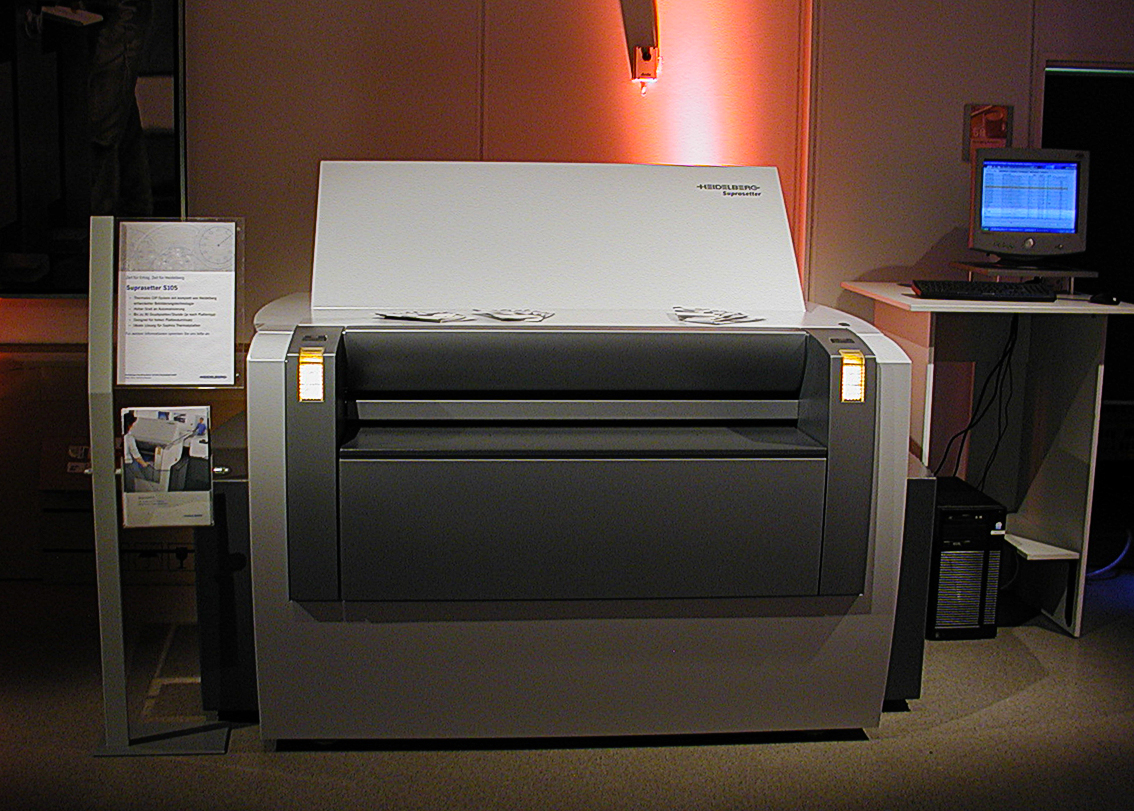
"Suprasetter", ein Belichter der Heidelberger Druckmaschinen AG

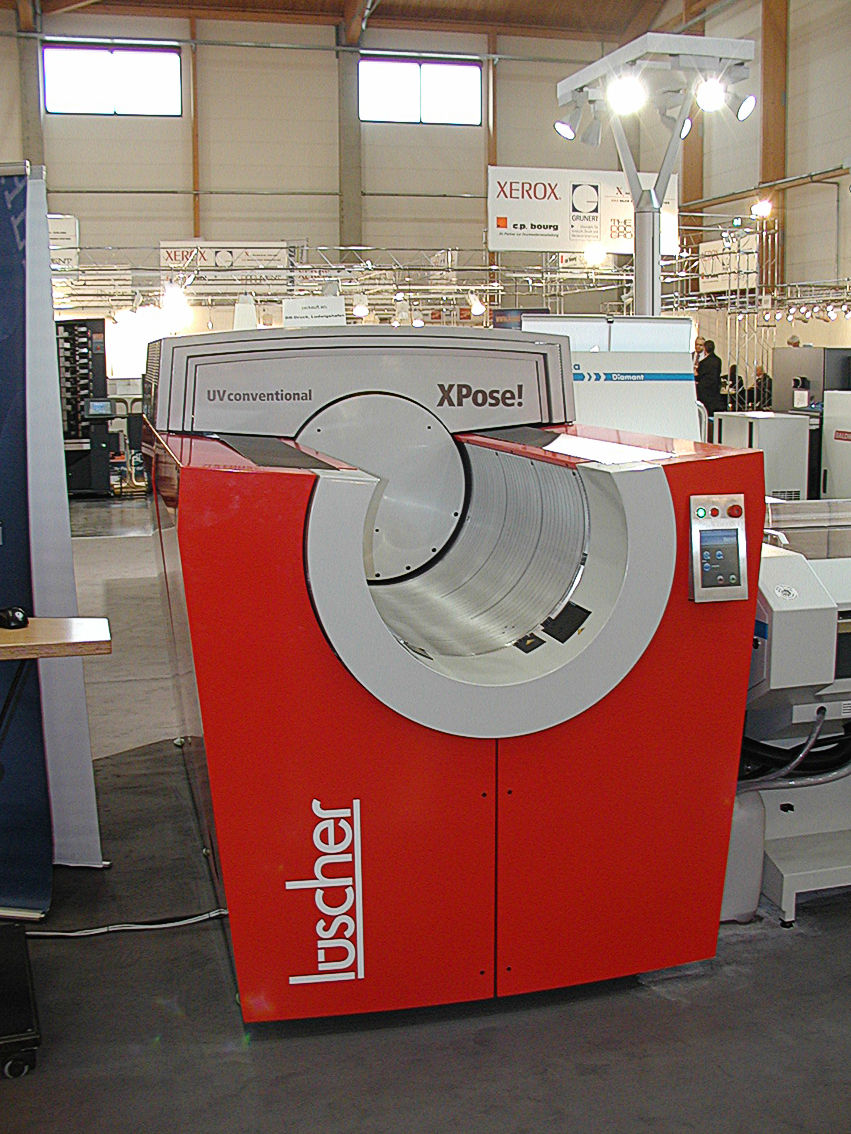
"XPose", ein Belichter von Lüscher

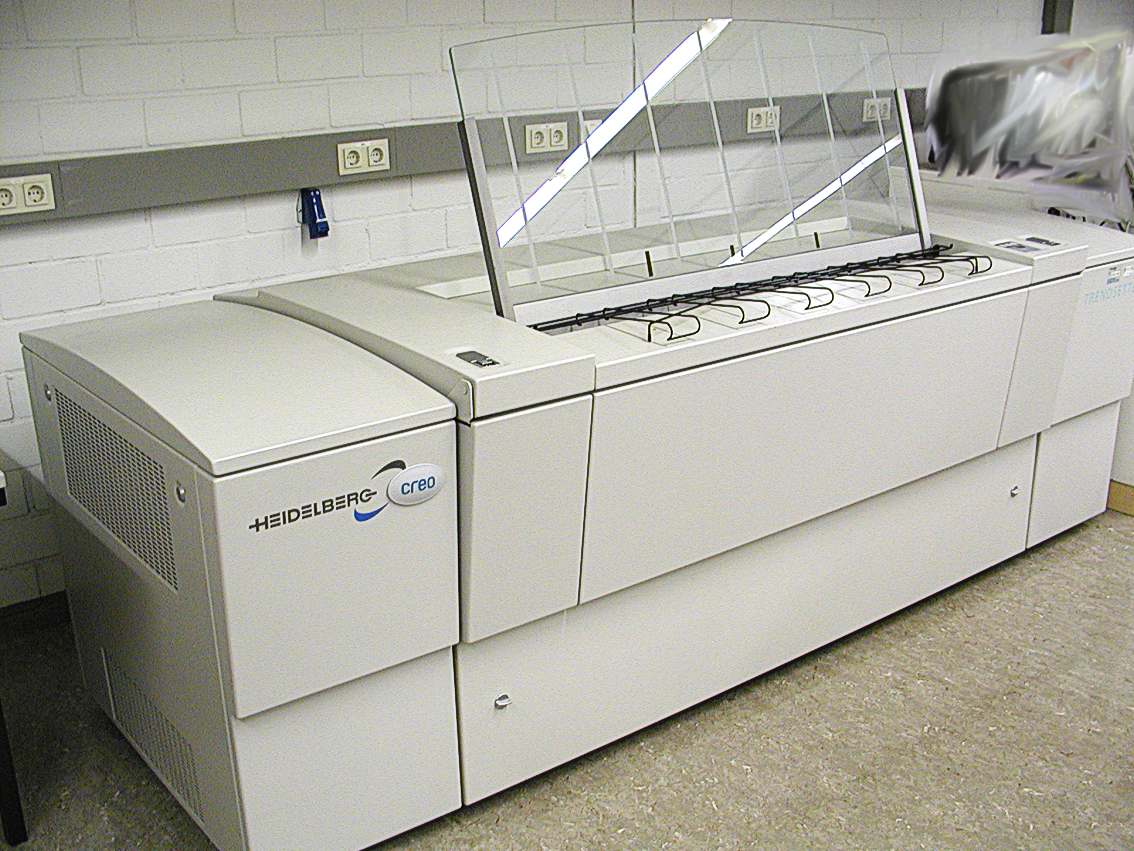
"Trendsetter", ein Belichter von Creo und der Heidelberger Druckmaschinen AG (bis 2001, dann Creo Scitex)

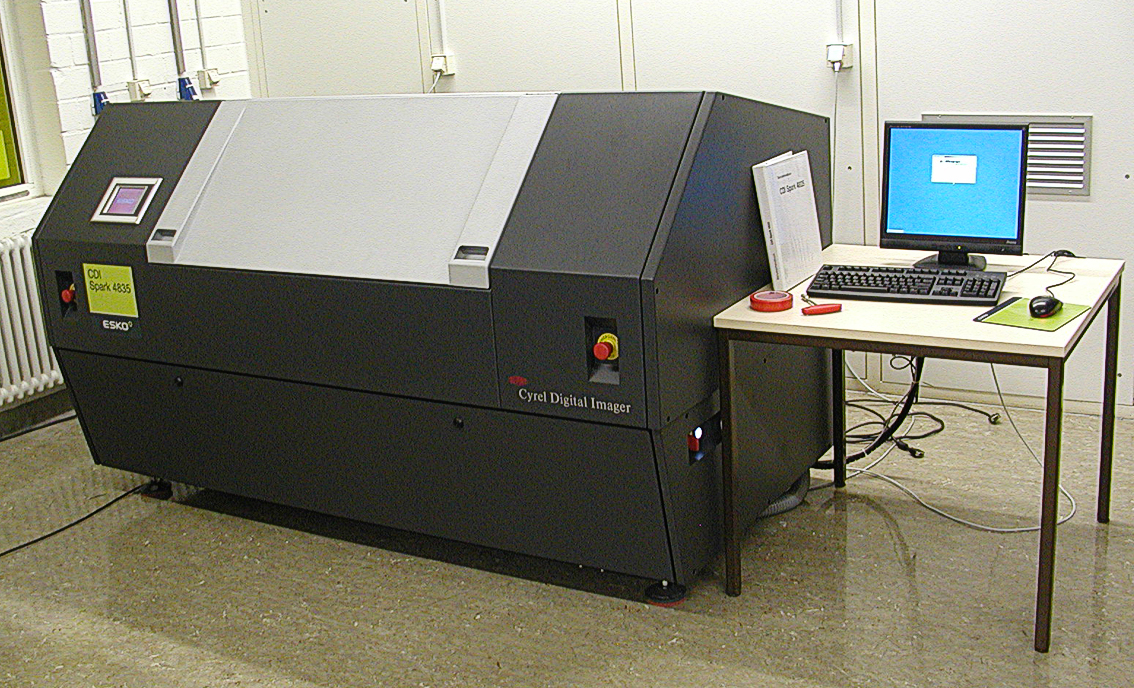
"Cyrel Digital Imager", ein Belichter für Flexodruckplatten der ESKO Graphic

CTP ist ein übergeordneter Begriff für zahlreiche unterschiedliche Bebilderungsverfahren von Offsetdruck-Platten. Die CTP-Rekorder unterscheiden sich entsprechend ihrer Bauweise in Innentrommel-, Außentrommel- oder Flachbett-Belichter und hinsichtlich der verwendeten Lichtquellen, in violette und thermische Laser- und UV-Lichtquellen, sowie der Plattenbeschichtung und der Entwicklung der belichteten Platte. Die meisten Laserlichtquellen liegen im Bereich des sichtbaren Lichts. Das bedeutet für das jeweilige Plattenmaterial, dass dessen Verarbeitung unter komplementärem Licht geschieht.

### UV-Belichtung im Flachbett
Das Licht einer UV-Lampe wird über eine Optik auf die Druckplatte gelenkt und projiziert bei jedem Belichtungsvorgang gerasterte Teilbilder auf die flach liegende Platte. Der Belichtungskopf wird horizontal und vertikal über die Platte geführt und setzt die Teilbilder zu einem Gesamtbild zusammen.

### Laserbelichtung mit sichtbarem Licht
Die Technik der Belichtung mit Laserdioden hat sich inzwischen durchgesetzt. Diese verwendet entweder Rotlichtdioden im Spektralbereich von 633 bis 670 nm bei kleinformatigen Flachbettscannern oder Violettdioden im Bereich von 400 bis 410 nm, die zumeist in CTP-Belichtern mit Innentrommeln eingesetzt werden. Die Fotopolymer- und Silberhalogenidplatten werden unter Vakuum fixiert und mit einem Einzelstrahl über ein sehr schnell rotierendes Polygon belichtet. Die Kosten für einen CTP-Belichter mit preiswerten Violettdioden sind im Verhältnis zu anderen Belichtern relativ niedrig, ein Grund, weshalb sie sich immer stärker am Markt behaupten.

### Laserbelichtung mit Infrarotlicht
Am verbreitetsten sind inzwischen die Infrarotdioden für Thermoplatten. Bei der thermischen Bebilderung von Druckplatten wird eine physikalische Veränderung von speziellen Thermoplatten erzeugt. Dabei lösen sich polymere Bestandteile der Beschichtung und werden in einem nachfolgenden Entwicklungsprozess ausgewaschen. Bei Thermal-CTP-Belichtern wird die digitale Thermalplatte auf eine sich drehende Außentrommel aufgespannt. Belichtet wird mit mehrstrahligen Laserdioden im Spektralbereich von 830 nm. Durch aufwändigere Bauweise der Außentrommelbelichter sind diese teurer als Innentrommelbelichter. Das Verfahren bietet allerdings eine hohe Prozessstabilität bei Belichtung und Entwicklung. Am Markt durchgesetzt hatten sich dennoch Thermal-CTP-Belichter in Außentrommelbauweise, die zeitweise einen Marktanteil von über 60 Prozent besaßen.

### Laserbelichtung mit Violettlicht
Bei Belichtern mit Violettdioden werden lichtempfindliche Platten auf Silberhalogenid- oder Fotopolymerbasis eingesetzt. Beide haben sich bei Belichtungssystemen bewährt, die mit sichtbarem Licht zwischen 405 nm und 680 nm arbeiten. Silberhalogenidplatten weisen eine hohe Auflösungsfähigkeit auf und ermöglichen Auflagen bis maximal 350.000 Drucke. Ein zusätzliches Einbrennen zur Steigerung der Auflagenhöhe ist allerdings nicht möglich. Fotopolymerplatten besitzen eine hohe Prozessstabilität und garantieren eine Auflagenhöhe von 200.000 Drucken. Zur Erhöhung der Auflage bis zu einer Million Drucke und der Nutzung von UV-Farben ist Einbrennen erforderlich. Die Bebilderung der Silberhalogenid-Platten erfolgt in positiver Arbeitsweise, indem die nichtdruckenden Bildpartien bebildert werden, während die Fotopolymer-Platten negativ arbeiten, also eine Bebilderung der druckenden Bildteile stattfindet. In Analogie zur Plattenkopie mit Negativfilm, bei der auch die später farbführenden Stellen der Platte belichtet werden, wurde diese Art der Plattenbebilderung als negativ bezeichnet. Daher leitet sich auch der Buchstabe N bei der "Ozasol N90" von Hoechst Kalle (jetzt Agfa) ab.
Thermaldruckplatten werden je nach Typ ebenfalls nach negativer oder positiver Arbeitsweise unterschieden. Beim negativen Prozess erfolgt eine Vernetzung der Polymere in den druckenden Bildpartien, die durch die hohe Energie des Laserstrahls erzeugt wird. Eine anschließende Erwärmung der gesamten Platte verstärkt die Primärvernetzung, bevor die nichtvernetzten Polymere im Entwicklungsprozess gelöst und das Aluminium an den nichtdruckenden Stellen freigelegt wird. Bei der positiven Arbeitsweise findet durch die hohe Energie des Laserstrahls eine Zerstörung der vernetzten Polymere in den nichtdruckenden Bildpartien statt, die in einem alkalischen Entwicklungsprozess entfernt werden. Hierbei entfällt die zusätzliche Erwärmung der Platte. Durch Einbrennen der fertig bebilderten und entwickelten Platte ist sie für hohe Auflagen von einer Million Drucke und mehr geeignet. Thermaldruckplatten werden bevorzugt im Zeitungsdruck eingesetzt.
Die neueste Druckplattengeneration, die umweltfreundlichen Ablationsplatten, benötigen keine Entwicklungsmaschinen mehr. Hier wird zwischen chemie- und prozessfreien Platten unterschieden. Bei den chemiefreien Platten wird die belichtete Schicht direkt beim Belichten abgesaugt, den minimalen restlichen Feinstaub entfernt das Feuchtwerk in der Druckmaschine von der Platte. Die prozessfreien Platten kommen ohne Nacharbeitung vom CTP-System in die Druckmaschine und werden dort beim Anlauf der Maschine entschichtet. Allgemein benötigen die Ablationsplatten mehr Leistung oder eine längere Belichtungszeit bei der Bebilderung, sie brauchen weniger Feuchtung und sind schneller im Farb-Wasser-Gleichgewicht. Sie haben die gleiche Auflösung und Auflagenstabilität, ein etwas schnelleres Freilaufverhalten als normale Druckplatten, sind jedoch etwas empfindlicher in der Behandlung.

## Geschichte von Computer to Plate
Als Entwickler dieser Technologie gilt Thomas Kälin aus dem Kanton Schwyz, Schweiz. Die Druckvorstufe entwickelte sich in den 1980er und 1990er Jahren von der reinen analogen zunehmend zur digitalen Druckvorlage. Gleichzeitig erreichten die EDV- und EBV-Anlagen eine Leistungsfähigkeit, die eine umfassende Datenverarbeitung in der Vorstufe zuließ. Ein erster Schritt waren der Einsatz von Computer to Film (CTF) und somit die Ausgabe eines Ganzseiten- und später auch Ganzbogen-Films. Eine weitere Bedingung war die Entwicklung von thermisch sensitiven Offsetdruckplattenbeschichtungen, geeigneten Lasern und Laserdioden für die Belichtung, sowie optisch-elektronische Steuerungen und Laserführungssystemen, die aus der Wehrtechnik stammen.
Auf den Messen der Druckindustrie ist der jeweilige Stand der Technik sehr gut zu erkennen. So wurde auf der IPEX 1993, der zweitgrößten Messe nach der drupa, der erste CTP-Belichter vorgestellt. Zur drupa 1995 wurde die einhundertste CTP-Anlage verkauft. Auf der IMPRINTA 1997 gab es die Nachricht, dass inzwischen weltweit 600 CTP-Belichter eingesetzt wurden. Die drupa 2000 stellte als besondere Neuerung den Violettlaser vor. Anfang 2001 gab es einer Umfrage zufolge weltweit rund 6000 CTP-Anlagen. Auf der drupa 2004 wurde eine neue Generation von CTP-Anlagen vorgestellt, die leistungsfähiger, qualitativ hochwertiger und sogar kostengünstiger als ihre Vorgängermodelle waren. Zur drupa 2008 wurden die umweltfreundlichen Ablationsplatten vorgestellt.